# Горгала
Го́ргала — деревня в Шумском сельском поселении Кировского района Ленинградской области.

## История
Впервые упоминается в Писцовой книге Водской пятины 1500 года как Никольского монастыря из Ладоги, деревня Горгола в Егорьевском Теребужском погосте Ладожского уезда.
Деревня Горгола упоминается в Дозорной книге Водской пятины Корельской половины 1612 года в Егорьевском Теребужском погосте Ладожского уезда.
Деревня Горгола обозначена на карте Санкт-Петербургской губернии 1792 года А. М. Вильбрехта.
На карте Санкт-Петербургской губернии Ф. Ф. Шуберта 1834 года она упоминается как деревня Горгала.

ГОРГАЛОВА — деревня принадлежит подполковнице Зариной и генерал-майорше Пистолькорс, число жителей по ревизии: 97 м. п., 98 ж. п. (1838 год)

На картах Ф. Ф. Шуберта 1844 года и С. С. Куторги 1852 года обозначены две смежные деревни Горгала.

ГОРГАЛА 1-Я — деревня Ведомства государственного имущества, по просёлочной дороге, число дворов — 19, число душ — 69 м. п.;

ГОРГАЛА 2-Я — деревня Рымлевой, по просёлочной дороге, число дворов — 5, число душ — 14 м. п.;

ГОРГАЛА 3-Я — деревня баронета Вилье, по просёлочной дороге, число дворов — 5, число душ — 16 м. п. (1856 год)

ГОРГАЛА 1-Я — деревня казённая при реке Ютине, число дворов — 30, число жителей: 86 м. п., 75 ж. п.; Часовня православная.

ГОРГАЛА 2-Я — деревня владельческая при реке Ютине, число дворов — 7, число жителей: 21 м. п., 25 ж. п.; 

ГОРГАЛА 3-Я — деревня владельческая при реке Ютине, число дворов — 6, число жителей: 24 м. п., 29 ж. п.;

СЕЛЬЦО ГОРГАЛА — мыза владельческая при реке Ютине, число дворов — 5, число жителей: 6 м. п., 7 ж. п. (1862 год)

В 1869—1874 годах временнообязанные крестьяне деревни выкупили свои земельные наделы у Ф. И. Рымлева и стали собственниками земли.
Согласно материалам по статистике народного хозяйства Новоладожского уезда 1891 года имение при селении Горгала принадлежало жене коллежского советник О. Ф. Фокковой и было приобретено до 1868 года, пустошь при селении Горгала площадью 662 десятины принадлежала коллежскому асессору Б. А. Рожнову.
В конце XIX века деревня административно относилась к Шумской волости 1-го стана Новоладожского уезда Санкт-Петербургской губернии, в начале XX века — 4-го стана.
С 1917 по 1924 год деревни Большая Горгала и Малая Горгала входили в состав Горгольского сельсовета Шумской волости Волховского уезда.
С 1924 года в составе Ратницкого сельсовета.
Согласно данным переписи населения СССР 1926 года в деревне Горгала Большая проживал 261 человек, в деревне Горгала Малая — 87 человек, все русские.
С 1927 года в составе Мгинского района.
По административным данным 1933 года деревня состояла из двух частей: Большая Горгала и Малая Горгала, и входила в состав Ратницкого сельсовета Мгинского района.

План деревни Горгала. 1941 год

Согласно топографической карте РККА 1941 года деревня Большая Горгала насчитывала 55 дворов, Малая Горгала — 20. В деревне был организован совхоз.
С 1954 года в составе Шумского сельсовета.
В 1958 году население деревни Горгола составляло 122 человека.
С 1960 года в составе Волховского района.
По данным 1966 и 1973 годов деревня Горгала также находилась в подчинении Шумского сельсовета Волховского района.
По данным 1990 года деревня Горгала входила в состав Шумского сельсовета Кировского района.
В 1997 году в деревне Горгала Шумской волости проживали 53 человека, в 2002 году — 43 человека (русские — 91 %).
В 2007 году в деревне Горгала Шумского СП проживали 40 человек, в 2010 году — 47.

## География
Горгала находится в северо-восточной части района на автодороге 41К-536 (Горка — Горгала), к северу от автодороги Р21 (E 105) (Санкт-Петербург — Петрозаводск — Мурманск) «Кола».
Расстояние до административного центра поселения — 16 км.
Расстояние до ближайшей железнодорожной станции Войбокало — 8 км.
Через деревню протекает река Ругала, приток Ютики (Горгала — другое название той же реки).
Горгала разделена на две части соединённые между собой внутренней дорогой. Деревня граничит с землями запаса и с землями сельскохозяйственного назначения Шумского сельского поселения.

## Демография
| 1862 | 2007 | 2010 | 2011 | 2017 |
| ---- | ---- | ---- | ---- | ---- |
| 273  | ↘40  | ↗47  | ↘37  | ↗43  |

## Инфраструктура
По данным администрации на 2011 год деревня насчитывала 54 дома.

## Улицы
Кедровая.